# Diaphus pallidus
Diaphus pallidus és una espècie de peix de la família dels mictòfids i de l'ordre dels mictofiformes.

## Hàbitat
És un peix marí i d'aigües profundes que viu fins als 310 m de fondària.

## Distribució geogràfica
Es troba al Golf d'Aden.